# Pseudoxenodon karlschmidti
Pseudoxenodon karlschmidti är en ormart som beskrevs av Pope 1928. Pseudoxenodon karlschmidti ingår i släktet Pseudoxenodon och familjen snokar.
Denna orm förekommer i sydöstra Kina i provinserna Guizhou, Hainan, Fujian, Guangxi, Guangdong och Hunan samt i Vietnam. Arten lever i kulliga områden och i bergstrakter mellan 500 och 1200 meter över havet. Individerna vistas i skogar, buskskogar och på odlingsmark och hittas ofta nära vattenansamlingar. De har främst groddjur som föda. Honor lägger ägg.
För beståndet är inga hot kända. Hela populationen anses vara stor. IUCN listar arten som livskraftig (LC).

## Underarter
Arten delas in i följande underarter:
- P. k. karlschmidti
- P. k. popei
- P. k. sinii